# Programa de Estudantes - Convênio de Graduação
PEC-G, o Programa de Estudantes-Convênio de Graduação, administrado pelo Ministério da Educação e pelo Ministério das Relações Exteriores, constitui um instrumento de cooperação educacional que o Governo brasileiro oferece a países em desenvolvimento, especialmente da África e da América Latina, com o objetivo de formar recursos humanos para promover o desenvolvimento desses países. 
O PEC-G possibilita aos cidadãos de países em desenvolvimento com os quais o Brasil mantém acordos educacionais ou culturais realizarem estudos universitários no Brasil, em nível de graduação, com ingresso por matrícula inicial, gratuita e sem concurso vestibular, nas Instituições de Ensino Superior (IES) brasileiras participantes do Programa.